# Leptodactylus jolyi
Leptodactylus jolyi é uma espécie de anfíbio  da família Leptodactylidae.
É endémica do Brasil.
Os seus habitats naturais são: matagal húmido tropical ou subtropical, campos de altitude subtropicais ou tropicais, marismas intermitentes de água doce e pastagens.
Está ameaçada por perda de habitat.